# Tour de Catalogne 2009
Le Tour de Catalogne 2009 a eu lieu du 18 au 24 mai 2009. Il est inscrit au calendrier de l'UCI ProTour 2009 et au Calendrier mondial UCI 2009.

## Parcours et résultats
| Étape     | Date   | Villes étapes                                | Distance (km) | Vainqueur d'étape  | Leader du classement général |
| Prologue  | 18 mai | Lloret de Mar                                | 3,6 km (CLM)  | Thor Hushovd       | Thor Hushovd                 |
| 1re étape | 19 mai | Gérone - Roses                               | 163,1         | Matti Breschel     | Alejandro Valverde           |
| 2e étape  | 20 mai | Roses - La Pobla d'Illet                     | 182,8         | Alejandro Valverde | Alejandro Valverde           |
| 3e étape  | 21 mai | La Pobla d'Illet - Vallnord (Andorre)        | 175,7         | Julián Sánchez     | Alejandro Valverde           |
| 4e étape  | 22 mai | La Seu d'Urgell - Torredembarra              | 201,3         | Nikolay Trusov     | Alejandro Valverde           |
| 5e étape  | 23 mai | Torredembarra - Barcelone                    | 150,5         | Thor Hushovd       | Alejandro Valverde           |
| 6e étape  | 24 mai | Sant Cugat del Vallès - Circuit de Catalogne | 110,8         | Gregory Henderson  | Alejandro Valverde           |

## Classement général final
| #   | Coureur                    | Équipe              |    | Temps            |
| 1.  | Alejandro Valverde         | Caisse d'Épargne    | en | 24 h 12 min 10 s |
| 2.  | Daniel Martin              | Garmin-Shipotle     | +  | 15 s             |
| 3.  | Haimar Zubeldia            | Astana              |    | 22 s             |
| 4.  | Mikel Astarloza            | Euskaltel-Euskadi   |    | 34 s             |
| 5.  | José Ángel Gómez Marchante | Cervélo TestTeam    |    | 38 s             |
| 6.  | Jakob Fuglsang             | Saxo Bank           |    | 45 s             |
| 7.  | Alexsandr Dyachenko        | Astana              |    | 49 s             |
| 8.  | Xavier Tondo               | Andalucia - Cajasur |    | 56 s             |
| 9.  | Samuel Sánchez             | Euskaltel-Euskadi   |    | 1 min 42 s       |
| 10. | David de la Fuente         | Fuji-Servetto       |    | 1 min 52 s       |

## Résultats des étapes

### Prologue
Le prologue s'est déroulé le 18 mai 2009 dans les rues de Lloret de Mar. Le Norvégien Thor Hushovd s'est imposé devant Alejandro Valverde et Gregory Henderson.
| #   | Coureur            | Équipe                |    | Temps      |
| --- | ------------------ | --------------------- | -- | ---------- |
| 1.  | Thor Hushovd       | Cervélo TestTeam      | en | 4 min 47 s |
| 2.  | Alejandro Valverde | Caisse d'Épargne      | +  | 1 s        |
| 3.  | Gregory Henderson  | Columbia-High Road    |    | 2 s        |
| 4.  | Matthieu Ladagnous | La Française des jeux |    | 3 s        |
| 5.  | Sylvain Chavanel   | Quick Step            |    | m.t.       |
| 6.  | Jussi Veikkanen    | La Française des jeux |    | m.t.       |
| 7.  | Dominique Cornu    | Quick Step            |    | m.t.       |
| 8.  | Niki Terpstra      | Milram                |    | 4 s        |
| 9.  | Daniel Oss         | Liquigas              |    | m.t.       |
| 10. | Brett Lancaster    | Cervélo TestTeam      |    | m.t.       |

| #   | Coureur            | Équipe                |    | Temps      |
| --- | ------------------ | --------------------- | -- | ---------- |
| 1.  | Thor Hushovd       | Cervélo TestTeam      | en | 4 min 47 s |
| 2.  | Alejandro Valverde | Caisse d'Épargne      | +  | 1 s        |
| 3.  | Gregory Henderson  | Columbia-High Road    |    | 2 s        |
| 4.  | Matthieu Ladagnous | La Française des jeux |    | 3 s        |
| 5.  | Sylvain Chavanel   | Quick Step            |    | m.t.       |
| 6.  | Jussi Veikkanen    | La Française des jeux |    | m.t.       |
| 7.  | Dominique Cornu    | Quick Step            |    | m.t.       |
| 8.  | Niki Terpstra      | Milram                |    | 4 s        |
| 9.  | Daniel Oss         | Liquigas              |    | m.t.       |
| 10. | Brett Lancaster    | Cervélo TestTeam      |    | m.t.       |

### 1reétape
La première étape s'est déroulée le 19 mai 2009 entre Gérone et Roses. Le Danois Matti Breschel (Team Saxo Bank) s'est imposé au sprint. L'Espagnol Alejandro Valverde (Caisse d'Épargne) en a profité pour prendre la maillot de leader.
| #   | Coureur                | Équipe             |    | Temps           |
| --- | ---------------------- | ------------------ | -- | --------------- |
| 1.  | Matti Breschel         | Saxo Bank          | en | 4 h 11 min 34 s |
| 2.  | Jérôme Pineau          | Quick Step         | +  | m.t.            |
| 3.  | Xavier Florencio Cabre | Cervélo TestTeam   |    | m.t.            |
| 4.  | Nicolas Roche          | AG2R La Mondiale   |    | m.t.            |
| 5.  | David de la Fuente     | Fuji-Servetto      |    | m.t.            |
| 6.  | Yury Trofimov          | Bouygues Telecom   |    | m.t.            |
| 7.  | Paul Martens           | Rabobank           |    | m.t.            |
| 8.  | Juan Antonio Flecha    | Rabobank           |    | m.t.            |
| 9.  | Cyril Dessel           | AG2R La Mondiale   |    | m.t.            |
| 10. | Michael Albasini       | Columbia-High Road |    | m.t.            |

| #   | Coureur                | Équipe                |    | Temps           |
| --- | ---------------------- | --------------------- | -- | --------------- |
| 1.  | Alejandro Valverde     | Caisse d'Épargne      | en | 4 h 16 min 22 s |
| 2.  | Jérôme Pineau          | Quick Step            | +  | m.t.            |
| 3.  | Xavier Florencio Cabre | Cervélo TestTeam      |    | 1 s             |
| 4.  | Sylvain Chavanel       | Quick Step            |    | 2 s             |
| 5.  | Jussi Veikkanen        | La Française des jeux |    | 2 s             |
| 6.  | Matti Breschel         | Saxo Bank             |    | 3 s             |
| 7.  | Nicolas Roche          | AG2R La Mondiale      |    | 4 s             |
| 8.  | Haimar Zubeldia        | Astana                |    | 4 s             |
| 9.  | Vladimir Karpets       | Katusha               |    | 4 s             |
| 10. | Samuel Sánchez         | Euskaltel-Euskadi     |    | 5 s             |

### 2eétape
La deuxième étape s'est déroulée le 20 mai 2009 entre Roses et La Pobla d'Illet. Le leader Alejandro Valverde a conforté sa place en remportant cette étape longue de 182.8 kilomètres.
| #   | Coureur                    | Équipe            |    | Temps           |
| --- | -------------------------- | ----------------- | -- | --------------- |
| 1.  | Alejandro Valverde         | Caisse d'Épargne  | en | 4 h 46 min 53 s |
| 2.  | David de la Fuente         | Fuji-Servetto     | +  | m.t.            |
| 3.  | Daniel Martin              | Garmin-Shipotle   |    | m.t.            |
| 4.  | Samuel Sánchez             | Euskaltel-Euskadi |    | m.t.            |
| 5.  | Xavier Tondo               | Andalucia-Cajasur |    | m.t.            |
| 6.  | Jakob Fuglsang             | Saxo Bank         |    | m.t.            |
| 7.  | José Ángel Gómez Marchante | Cervélo Test Team |    | m.t.            |
| 8.  | Mikel Astarloza            | Euskaltel-Euskadi |    | m.t.            |
| 9.  | Haimar Zubeldia            | Astana            |    | m.t.            |
| 10. | Alexsandr Dyachenko        | Astana            |    | m.t.            |

| #   | Coureur                    | Équipe            |    | Temps           |
| --- | -------------------------- | ----------------- | -- | --------------- |
| 1.  | Alejandro Valverde         | Caisse d'Épargne  | en | 9 h 03 min 05 s |
| 2.  | Haimar Zubeldia            | Astana            | +  | 14 s            |
| 3.  | Samuel Sánchez             | Euskaltel-Euskadi |    | 15 s            |
| 4.  | Mikel Astarloza            | Euskaltel-Euskadi |    | 17 s            |
| 5.  | Jakob Fuglsang             | Saxo Bank         |    | 18 s            |
| 6.  | Daniel Martin              | Garmin-Shipotle   |    | 19 s            |
| 7.  | José Ángel Gómez Marchante | Cervélo Test Team |    | 21 s            |
| 8.  | Xavier Tondo               | Andalucia-Cajasur |    | 23 s            |
| 9.  | David de la Fuente         | Fuji-Servetto     |    | 25 s            |
| 10. | Alexsandr Dyachenko        | Astana            |    | 28 s            |

### 3eétape
La troisième étape s'est déroulée le 21 mai 2009 entre La Pobla d'Illet et Vallnord. L'Espagnol Julián Sánchez (Contentpolis-Ampo) s'est imposé. L'Espagnol Alejandro Valverde (Caisse d'Épargne) , qui a terminé troisième, en a profité pour conforter sa place de leader.
| #   | Coureur                    | Équipe              |    | Temps           |
| --- | -------------------------- | ------------------- | -- | --------------- |
| 1.  | Julián Sánchez             | Contentpolis-Ampo   | en | 4 h 46 min 29 s |
| 2.  | Daniel Martin              | Garmin-Shipotle     | +  | 6 s             |
| 3.  | Alejandro Valverde         | Caisse d'Épargne    |    | 8 s             |
| 4.  | Haimar Zubeldia            | Astana              |    | 12 s            |
| 5.  | Mikel Astarloza            | Euskaltel-Euskadi   |    | 21 s            |
| 6.  | José Ángel Gómez Marchante | Cervélo TestTeam    |    | 21 s            |
| 7.  | Alexsandr Dyachenko        | Astana              |    | 25 s            |
| 8.  | Jakob Fuglsang             | Saxo Bank           |    | 31 s            |
| 9.  | Xavier Tondo               | Andalucia - Cajasur |    | 37 s            |
| 10. | John Gadret                | AG2R La Mondiale    |    | 1 min 06 s      |

| #   | Coureur                    | Équipe              |    | Temps            |
| --- | -------------------------- | ------------------- | -- | ---------------- |
| 1.  | Alejandro Valverde         | Caisse d'Épargne    | en | 13 h 49 min 38 s |
| 2.  | Daniel Martin              | Garmin-Shipotle     | +  | 15 s             |
| 3.  | Haimar Zubeldia            | Astana              |    | 22 s             |
| 4.  | Mikel Astarloza            | Euskaltel-Euskadi   |    | 34 s             |
| 5.  | José Ángel Gómez Marchante | Cervélo TestTeam    |    | 38 s             |
| 6.  | Jakob Fuglsang             | Saxo Bank           |    | 45 s             |
| 7.  | Alexsandr Dyachenko        | Astana              |    | 49 s             |
| 8.  | Xavier Tondo               | Andalucia - Cajasur |    | 56 s             |
| 9.  | Samuel Sánchez             | Euskaltel-Euskadi   |    | 1 min 42 s       |
| 10. | David de la Fuente         | Fuji-Servetto       |    | 1 min 52 s       |

### 4eétape
La quatrième étape s'est déroulée le 22 mai 2009 entre La Seu d'Urgell et Torredembarra. Le Russe Nikolay Trusov (Katusha) s'est imposé. L'Espagnol Alejandro Valverde (Caisse d'Épargne) conserve sa place de leader.
| #   | Coureur           | Équipe             |    | Temps           |
| --- | ----------------- | ------------------ | -- | --------------- |
| 1.  | Nikolay Trusov    | Katusha            | en | 4 h 28 min 58 s |
| 2.  | Thor Hushovd      | Cervélo TestTeam   |    | m.t.            |
| 3.  | Fabio Sabatini    | Liquigas           |    | m.t.            |
| 4.  | Gregory Henderson | Columbia-High Road |    | m.t.            |
| 5.  | Pablo Urtasun     | Euskaltel-Euskadi  |    | m.t.            |
| 6.  | Leonardo Duque    | Cofidis            |    | m.t.            |
| 7.  | Lloyd Mondory     | AG2R La Mondiale   |    | m.t.            |
| 8.  | Hilton Clarke     | Fuji-Servetto      |    | m.t.            |
| 9.  | Angelo Furlan     | Lampre-NGC         |    | m.t.            |
| 10. | Matti Breschel    | Saxo Bank          |    | m.t.            |

| #   | Coureur                    | Équipe              |    | Temps            |
| --- | -------------------------- | ------------------- | -- | ---------------- |
| 1.  | Alejandro Valverde         | Caisse d'Épargne    | en | 18 h 18 min 36 s |
| 2.  | Daniel Martin              | Garmin-Shipotle     | +  | 15 s             |
| 3.  | Haimar Zubeldia            | Astana              |    | 22 s             |
| 4.  | Mikel Astarloza            | Euskaltel-Euskadi   |    | 34 s             |
| 5.  | José Ángel Gómez Marchante | Cervélo TestTeam    |    | 38 s             |
| 6.  | Jakob Fuglsang             | Saxo Bank           |    | 45 s             |
| 7.  | Alexsandr Dyachenko        | Astana              |    | 49 s             |
| 8.  | Xavier Tondo               | Andalucia - Cajasur |    | 56 s             |
| 9.  | Samuel Sánchez             | Euskaltel-Euskadi   |    | 1 min 42 s       |
| 10. | David de la Fuente         | Fuji-Servetto       |    | 1 min 52 s       |

### 5eétape
La cinquième étape s'est déroulée le 23 mai 2009 entre Torredembarra et Barcelone. Le Norvégien Thor Hushovd (Cervélo Test Team) s'est imposé. L'Espagnol Alejandro Valverde (Caisse d'Épargne) conserve sa place de leader.
| #   | Coureur           | Équipe             |    | Temps           |
| --- | ----------------- | ------------------ | -- | --------------- |
| 1.  | Thor Hushovd      | Cervélo TestTeam   | en | 3 h 26 min 43 s |
| 2.  | Fabio Sabatini    | Liquigas           |    | m.t.            |
| 3.  | Gregory Henderson | Columbia-High Road |    | m.t.            |
| 4.  | Matti Breschel    | Saxo Bank          |    | m.t.            |
| 5.  | Leonardo Duque    | Cofidis            |    | m.t.            |
| 6.  | Marco Bandiera    | Lampre-NGC         |    | m.t.            |
| 7.  | Brett Lancaster   | Cervélo TestTeam   |    | m.t.            |
| 8.  | Samuel Dumoulin   | Cofidis            |    | m.t.            |
| 9.  | Nicolas Roche     | AG2R La Mondiale   |    | m.t.            |
| 10. | Roy Sentjens      | Silence-Lotto      |    | m.t.            |

| #   | Coureur                    | Équipe              |    | Temps            |
| --- | -------------------------- | ------------------- | -- | ---------------- |
| 1.  | Alejandro Valverde         | Caisse d'Épargne    | en | 21 h 45 min 19 s |
| 2.  | Daniel Martin              | Garmin-Shipotle     | +  | 15 s             |
| 3.  | Haimar Zubeldia            | Astana              |    | 22 s             |
| 4.  | Mikel Astarloza            | Euskaltel-Euskadi   |    | 34 s             |
| 5.  | José Ángel Gómez Marchante | Cervélo TestTeam    |    | 38 s             |
| 6.  | Jakob Fuglsang             | Saxo Bank           |    | 45 s             |
| 7.  | Alexsandr Dyachenko        | Astana              |    | 49 s             |
| 8.  | Xavier Tondo               | Andalucia - Cajasur |    | 56 s             |
| 9.  | Samuel Sánchez             | Euskaltel-Euskadi   |    | 1 min 42 s       |
| 10. | David de la Fuente         | Fuji-Servetto       |    | 1 min 52 s       |

### 6eétape
La sixième et dernière étape s'est déroulée le 24 mai 2009 entre Sant Cugat del Vallès et le Circuit de Catalogne. Le Néo-Zélandais Gregory Henderson (Columbia-High Road) s'est imposé. L'Espagnol Alejandro Valverde (Caisse d'Épargne) remporte l'épreuve.
| #   | Coureur           | Équipe                |    | Temps           |
| --- | ----------------- | --------------------- | -- | --------------- |
| 1.  | Gregory Henderson | Columbia-High Road    | en | 2 h 26 min 51 s |
| 2.  | Lloyd Mondory     | AG2R La Mondiale      |    | m.t.            |
| 3.  | Fabio Sabatini    | Liquigas              |    | m.t.            |
| 4.  | Thor Hushovd      | Cervélo TestTeam      |    | m.t.            |
| 5.  | Pablo Urtasun     | Euskaltel-Euskadi     |    | m.t.            |
| 6.  | Matti Breschel    | Saxo Bank             |    | m.t.            |
| 7.  | Sebastian Lang    | Silence-Lotto         |    | m.t.            |
| 8.  | Leonardo Duque    | Cofidis               |    | m.t.            |
| 9.  | William Bonnet    | Bbox Bouygues Telecom |    | m.t.            |
| 10. | Roy Sentjens      | Silence-Lotto         |    | m.t.            |

| #   | Coureur                    | Équipe              |    | Temps            |
| --- | -------------------------- | ------------------- | -- | ---------------- |
| 1.  | Alejandro Valverde         | Caisse d'Épargne    | en | 24 h 12 min 10 s |
| 2.  | Daniel Martin              | Garmin-Shipotle     | +  | 15 s             |
| 3.  | Haimar Zubeldia            | Astana              |    | 22 s             |
| 4.  | Mikel Astarloza            | Euskaltel-Euskadi   |    | 34 s             |
| 5.  | José Ángel Gómez Marchante | Cervélo TestTeam    |    | 38 s             |
| 6.  | Jakob Fuglsang             | Saxo Bank           |    | 45 s             |
| 7.  | Alexsandr Dyachenko        | Astana              |    | 49 s             |
| 8.  | Xavier Tondo               | Andalucia - Cajasur |    | 56 s             |
| 9.  | Samuel Sánchez             | Euskaltel-Euskadi   |    | 1 min 42 s       |
| 10. | David de la Fuente         | Fuji-Servetto       |    | 1 min 52 s       |

## Évolution des classements
| Étapes (Vainqueur)                  | Classement général | Classement de la montagne | Classement des sprints | Classement par équipes |
| ----------------------------------- | ------------------ | ------------------------- | ---------------------- | ---------------------- |
| Prologue (Thor Hushovd)             | Thor Hushovd       | non décerné               | non décerné            | Cervélo TestTeam       |
| Première étape (Matti Breschel)     | Alejandro Valverde | Lloyd Mondory             | Samuel Dumoulin        | Cervélo TestTeam       |
| Deuxième étape (Alejandro Valverde) | Alejandro Valverde | Xavier Tondo              | Samuel Dumoulin        | Euskaltel-Euskadi      |
| Troisième étape (Julián Sánchez)    | Alejandro Valverde | Xavier Tondo              | Samuel Dumoulin        | Astana                 |
| Quatrième étape (Nikolay Trusov)    | Alejandro Valverde | Xavier Tondo              | Samuel Dumoulin        | Astana                 |
| Cinquième étape (Thor Hushovd)      | Alejandro Valverde | Julián Sánchez Pimienta   | Samuel Dumoulin        | Astana                 |
| Sixième étape (Gregory Henderson)   | Alejandro Valverde | Julián Sánchez Pimienta   | Samuel Dumoulin        | Astana                 |